# Platypalpus crepidarius
Platypalpus crepidarius is een vliegensoort uit de familie van de Hybotidae, die tot de orde tweevleugeligen (Diptera) behoort. De wetenschappelijke naam van de soort werd voor het eerst geldig gepubliceerd in 1928 door Axel Leonard Melander.